# Niklas Helgesson
Niklas Helgesson, född 2 september 1991, är en svensk före detta fotbollsmålvakt som under sin karriär spelade för Jönköpings Södra IF. 
Helgesson blev uppflyttad till A-laget från J-Södra U21 2011 och gjorde även debut i Superettan det året. Niklas Helgessons första kontrakt i Jönköping Södra IF sträckte sig till 2012. I mars 2012 förlängde han sitt kontrakt med tre år. Efter att varit skadad hela säsongen 2014 valde Helgesson att avsluta sin fotbollskarriär.